# Popcorn (género musical rumano)
Popcorn es un subgénero de música dance que se originó en Rumanía a finales de la década del 2000. Está inspirada en el europop y el dance pop, con ritmos house y trance y tempos rápidos. El arreglo se caracteriza por el uso de sintetizadores sincopados tocados en staccato y metales. Instrumentos como el acordeón se incluyeron con el tiempo también en varias canciones popcorn, que se interpretaban generalmente en inglés.

## Historia
En Rumania, la música de baile comenzó a crecer en popularidad en la escena underground después de la caída del régimen comunista de Ceaușescu en 1989 . Desde entonces, el complejo turístico de Mamaia (en Constanza) se consolidó como un lugar de encuentro para DJs internacionales. La entrada de Rumania en la Unión Europea en 2007 facilitó el contacto de músicos y compositores locales con la música internacional. Uno de las primeros canciones de música popcorn es la canción «Sexy Thing» (2008) de David Deejay y Dony, que aparece en el álbum de estudio de 2010 «Popcorn», de dónde toma el nombre el género.
El trío de producción Play & Win también estuvo involucrado en el desarrollo del género y trabajó en material para Akcent e Inna, entre otros. La canción de esta última, «Hot» (2008), tuvo un gran éxito comercial en Europa y se incluyó en su álbum de 2009 con el mismo nombre, que incluía varias otras canciones popcorn que tuvieron éxito. El género finalmente se volvió popular a nivel internacional, con «Stereo Love» de Edward Maya y Vika Jigulina, y «Mr. Saxobeat» de Alexandra Stan, sencillos de éxito mundial. En aquella época, la música popcorn era una de las dos principales olas musicales comerciales en Rumania junto con el hip hop. La popularidad de la música popcorn disminuyó después de principios de la década de 2010. Otros artistas notables son Tom Boxer, Antonia, Andreea Bănică, Deepside Deejays, Nick Kamarera, DJ Rynno, Sylvia, DJ Sava y Raluka.  